# Tom Younghans
Thomas Anthony „Tom“ Younghans (* 22. Januar 1953 in Saint Paul, Minnesota) ist ein ehemaliger US-amerikanischer Eishockeyspieler, -trainer und -scout, der im Verlauf seiner aktiven Karriere zwischen 1974 und 1982 unter anderem 453 Spiele für die Minnesota North Stars und New York Rangers in der National Hockey League (NHL) auf der Position des rechten Flügelstürmers bestritten hat. Darüber hinaus nahm Younghans mit der Nationalmannschaft der Vereinigten Staaten an drei Weltmeisterschaften und dem Canada Cup 1981 teil.

## Karriere
Younghans verbrachte seine Collegezeit in seinem Heimatbundesstaat Minnesota. Dort besuchte er von 1971 bis 1973 zunächst die Saint Mary’s University of Minnesota, wo er parallel für die Eishockeymannschaft aktiv war, die jedoch in der unterklassigen Division III der National Collegiate Athletic Association (NCAA) zugehörig war. In der Folge wechselte der Stürmer während seiner Studienzeit an die University of Minnesota. Zwischen 1974 und 1976 lief er für deren Eishockeyteam, die Minnesota Golden Gophers, in der Western Collegiate Hockey Association, eine der höherklassigen Division im Spielbetrieb der NCAA, auf. Mit den Golden Gophers gewann Younghans im Jahr 1976 die nationale Collegemeisterschaft.
Anschließend erhielt der zu diesem Zeitpunkt bereits 23-Jährige im September 1976 als Free Agent einen Vertrag bei den Minnesota North Stars aus der National Hockey League (NHL). Younghans gelang es auf Anhieb einen Platz im Kader der North Stars zu erhalten und war insgesamt fünf Spielzeiten für das Franchise aktiv. In einer defensiven Rolle konnte er in seiner besten Saison 18 Scorerpunkte sammeln. Kurz nach dem Beginn der Saison 1981/82 wurde der US-Amerikaner von Minnesota an den Ligakonkurrenten New York Rangers verkauft. Younghans beendete dort die Spielzeit und erklärte im Anschluss seinen Rückzug aus dem aktiven Sport.
Danach wurde Younghans in der Saison 1983/84 ein Jahr lang als Cheftrainer der Eishockeymannschaft der Brainerd High School tätig. Zwischen 2008 und 2017 füllte er mit Pausen diesen Posten an weiteren High Schools im Bundesstaat Minnesota sowohl im Männer- als auch Frauenbereich aus. Zur Spielzeit 2017/18 begann Younghans ein Engagement als Scout für die Chicago Blackhawks aus der NHL, das im Sommer 2020 nach drei Jahren endete.

### International
Für sein Heimatland nahm Younghans mit der Nationalmannschaft der Vereinigten Staaten an drei aufeinanderfolgenden Weltmeisterschaften teil. So stand er bei der Weltmeisterschaft 1976 im polnischen Katowice, 1977 in der österreichischen Landeshauptstadt Wien und 1978 in der tschechoslowakischen Hauptstadt Prag auf dem Eis. Bei jedem der drei Turniere absolvierte der Stürmer zehn Spiele. Insgesamt sammelte er elf Scorerpunkte in den 30 Partien. Die beste Platzierung erreichten die US-Amerikaner im Jahr 1976 mit dem vierten Rang. Zudem standen zwei sechste Plätze zu Buche. Zudem bestritt Younghans den Canada Cup 1981, bei dem er viermal zum Einsatz kam und punktlos blieb. Am Ende des prestigeträchtigen Turniers landete er mit der Mannschaft auf dem vierten Platz.

## Erfolge und Auszeichnungen
- 1976 NCAA-Division-I-Championship mit der University of Minnesota

## Karrierestatistik

### International
Vertrat die USA bei:
- Weltmeisterschaft 1976
- Weltmeisterschaft 1977
- Weltmeisterschaft 1978
- Canada Cup 1981

(Legende zur Spielerstatistik: Sp oder GP = absolvierte Spiele; T oder G = erzielte Tore; V oder A = erzielte Assists; Pkt oder Pts = erzielte Scorerpunkte; SM oder PIM = erhaltene Strafminuten; +/− = Plus/Minus-Bilanz; PP = erzielte Überzahltore; SH = erzielte Unterzahltore; GW = erzielte Siegtore; 1 Play-downs/Relegation; Kursiv: Statistik nicht vollständig)